# Scott Kirchner
Scott Kirchner (27 augustus 1969) is een Amerikaans dartspeler uit Wisconsin. Hij behaalde in het verleden wereldtitels in het soft-tip darts. Kirchner begon ooit in het team van zijn vader nadat er iemand uitgevallen was. In 2015 plaatste Kirchner zich voor de voorrondes van het PDC-wereldkampioenschap en won van Nieuw-Zeelander Mark McGrath. Hierdoor kwam hij in de eerste ronde uit tegen Gary Anderson. Anderson had veel moeite met het trage spel van Kirchner maar won toch met 3-1 in sets.

## World Championship resultaten

### PDC
- 2015: Laatste 64 (verloren van Gary Anderson met 1-3)